# Mutazione genica
Una mutazione genica è una mutazione che altera un singolo gene, ciò porta alla formazione di nuove forme geniche, ovvero di nuovi alleli, detti appunto alleli mutanti.
Possono essere distinte in due categorie: mutazioni puntiformi e mutazioni per sequenze ripetute. Le prime sono causate da sostituzioni di basi o da inserzioni o delezioni di coppie di basi (mutazioni indel). La seconda categoria comprende le mutazioni causate sempre da inserzioni o delezioni ma di sequenze di basi ripetute.
Le mutazioni geniche sono le mutazioni più frequenti e proprio per questa motivazione sono di fondamentale importanza nello svolgersi dei processi evolutivi, infatti le mutazioni geniche portano alla formazione di nuovi alleli, dunque di nuove varianti alleliche e questo determina un pool genico sempre più ampio, infatti la variabilità genetica all'interno di una popolazione è causata principalmente dalle mutazioni geniche.
Le mutazioni geniche aumentano la variabilità genetica all'interno di una popolazione mendeliana e ciò è di fondamentale importanza per lo svolgersi dei processi evolutivi.
La maggior parte delle mutazioni geniche è irrilevante e non produce danni all'organismo o alterazioni del fenotipo. Tuttavia se esse riguardano le cellule sessuali degli organismi eucarioti o gli organismi unicellulari si diffonderanno all'interno di una popolazione a patto che offrano qualche vantaggio evolutivo, mentre non saranno ereditabili se relative a cellule somatiche di esseri viventi pluricellulari.

## Mutazioni puntiformi

### Sostituzione di basi
Determinano uno scambio di un nucleotide con un altro. Sono definite transizioni qualora vi sia uno scambio di una purina con altra purina  (A ↔ G) o di una pirimidina con un'altra pirimidina ; oppure transversioni quando lo scambio è di una purina con una pirimidina o viceversa . In genere le transizioni sono più frequenti delle transversioni. Quando ci si riferisce a mutazioni di una sequenza che codifica per un determinato prodotto genico le sostituzioni potranno essere:
- mutazioni sinonime: quando la mutazione determina un codone diverso ma che codifica per lo stesso amminoacido (questo è possibile grazie alla ridondanza del nostro codice genetico ). Non si avrà alcun cambiamento nel prodotto genico.
- mutazioni di senso errato: quando un codone viene sostituito con uno che codifica per un altro amminoacido. Se quest'ultimo avrà le stesse caratteristiche chimiche (dimensione, carica...) allora la sostituzione sarà conservativa altrimenti non conservativa. È chiaro che il secondo caso rende più probabile una variazione nella funzionalità del prodotto.
- mutazioni non senso: quando la mutazione determina la formazione di un codone di stop all'interno della sequenza. Questo provoca, se il prodotto è una proteina, un'interruzione precoce della sua sintesi nella traduzione. In generale maggiore sarà il frammento non tradotto maggiore sarà il rischio di una mutazione svantaggiosa.

### Mutazioni indel o mutazioni frameshift
Determinano l'aggiunta (inserzione) o l'eliminazione (delezione) di un nucleotide. In questo modo viene alterato l'ordine di lettura di tutti i codoni successivi nell'ordine a quello inserito o deleto. Provocano le cosiddette mutazioni frameshift o mutazioni a spostamento dello schema di lettura. Sono quasi sempre dannose.

## Mutazioni per sequenze ripetute
Analoghe alle mutazioni indel, interessano però più di un nucleotide adiacente; in particolare interessano gruppi nucleotidici che formano una sequenza la quale si ripete più volte di seguito. La mutazione, che si origina nel corso della replicazione del DNA, provoca una variazione nel numero di queste sequenze ripetute; il nuovo filamento di DNA potrà presentarne in eccesso o in difetto. Il fenomeno che causa la mutazione è detto slittamento della replicazione (replication slippage). Malattie genetiche associate a questo tipo di mutazione sono la Corea di Huntington e la sindrome dell'X fragile.

## Nei tumori
La velocità della mutazioni del DNA aumenta nelle metastasi. Il tasso mutazionale è un parametro dell'aggressività dei tumori e della resistenza alle terapie.
L'analisi di 20.000 genomi tumorali adulti e pediatrici ha evidenziato che il cancro è causato da un ristretto numero di schemi ricorrenti di mutazioni (principio di Pareto), chiamate firme mutazionali. Esse erano associate a varie prognosi (come invecchiamento, esposizione al fumo o difetti nella riparazione del Dna).